# Rondo Władysława Nawrockiego w Krotoszynie

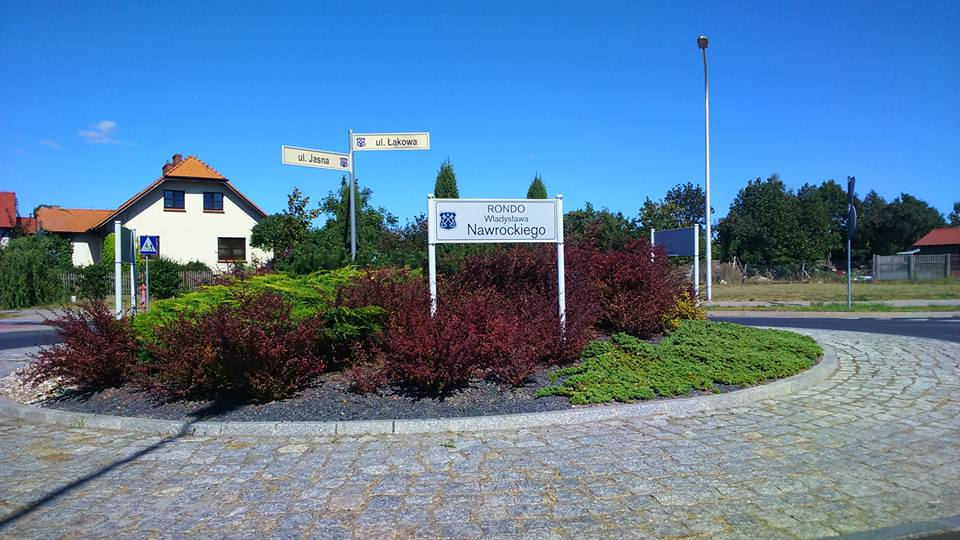
Rondo Władysława Nawrockiego

Rondo Władysława Nawrockiego w Krotoszynie – rondo w Krotoszynie, którego patronem jest Władysław Nawrocki s. Jana i Michaliny z Poplewskich – żołnierz Wojska Polskiego II Rzeczypospolitej, powstaniec wielkopolski, uczestnik wojny polsko–bolszewickiej 1920 roku, kampanii wrześniowej 1939 roku, zamordowany w Katyniu.

## Położenie ronda
Rondo położone jest w południowej części Krotoszyna u zbiegu ulic Jasnej i Łąkowej. W północnej części sąsiaduje z Pracowniczymi Ogródkami Działkowymi – (obecnie Rodzinne Ogrody Działkowe), od południa z nowo powstającym osiedlem domków jednorodzinnych i dalej dużym kompleksem leśnym, a ze wschodu z ulicą, której patronem jest pierwszy polski dowódca Nawrockiego, Władysław Bolewski. Z zachodniej strony panorama okolic Krotoszyna w kierunku Konarzewa i Baszkowa – rodzinne strony rodziców i dziadków patrona ronda.

## Historia powstania
W 2011 roku Rada Miasta Krotoszyna podjęła wstępną uchwałę, dotyczącą nazewnictwa ulic, w której to jedna z nich miała nosić imię Władysława Nawrockiego.
Rondo zbudowano w 2015 roku. Wcześniej były to dwie szerokie ulice polne. W latach 1918–1919 powstańcy Straży Ludowej w czasie Powstania Wielkopolskiego szli tym szlakiem w kierunku Borownicy i Zdun, gdzie w styczniu i lutym 1919 roku wzięli udział w bitwie pod Borownicą, która była jedną z najważniejszych bitew na odcinku Frontu Południowo – Zachodniego.
Obecnie to popularny szlak rowerowy w Krotoszynie.
W 2015 roku przedstawiciel rodziny Władysława Nawrockiego, mjr Krzysztof Feliks Nawrocki złożył wniosek z prośbą o jego upamiętnienie. Wniosek ten wsparli młodzi działacze krotoszyńscy Prawa i Sprawiedliwości, partii KORWiN oraz środowiska dziennikarskiego Wielkopolski, a w tym głównie dziennikarzy tygodnika Życie Krotoszyna.
W styczniu 2016 roku propozycję poparło także Ministerstwo Obrony Narodowej, Wojewoda Wielkopolski oraz Prezydent Poznania. Rada Miasta Krotoszyna w dniu 25 maja 2016 roku jednogłośnie podjęła Uchwałę o nadaniu nazwy „Rondo Władysława Nawrockiego”.

## Uroczyste otwarcie Ronda Władysława Nawrockiego
Uroczystość oficjalnego otwarcia ronda i odsłonięcie Tablicy Pamiątkowej odbyły się 20 września 2020 roku, w obecności przedstawiciela Wojewody Wielkopolskiego Łukasza Mikołajczyka – pani Marii Grzyczki, burmistrza Krotoszyna Franciszka Marszałka, przewodniczącej Rady Miasta Krotoszyn Anny Sikory oraz licznie przybyłych przedstawicieli rodziny Władysława Nawrockiego i mieszkańców powiatu krotoszyńskiego. Uroczystość uświetniła kompania honorowa z 16 jarocińskiego Batalionu Remontu Lotnisk pod dowództwem por. Adama Smolińskiego – wraz z asystą honorową i honorowym posterunkiem, oraz orkiestrą dętą z Krotoszyna. W imieniu rodziny głos zabrał ppłk rez. Krzysztof Feliks Nawrocki z Warszawy. Uroczystość zakończyła się polową Mszą Świętą przy Szańcu 56 Pułku Piechoty Wielkopolskiej.

## Karta okolicznościowa
25 maja 2017 roku, w rocznicę uchwalenia Ronda Władysława Nawrockiego, Poczta Polska wydała okolicznościową Kartę Pocztową w nakładzie 300 sztuk. Karta ukazała się między innymi w Poznaniu i Krotoszynie.